# Jan Graubner
Jan Graubner (Brno,  29. kolovoza 1948. - ) je praški nadbiskup koji je 13. svibnja 2022. naslijedio dotadašnjeg nadbiskupa Dominika Duku
Za svećenika je zaređen 23. lipnja 1973., a široj javnosti je poznat kao tužitelj u slučaju svećenika Františeka Merte, za kojeg se smatralo da je seksualno zlostavljao mladomisnike.
Ivan Pavao II. 7. travnja 1990. imenovao ga je pomoćnim biskupom Olomouca da bi 1992. postao nadbiskupom.
Za biskupsko geslo ima Učinite, što vam kaže (lat. Quod dixerit vobis facite).

## Unutarnje poveznice
- Nadbiskupija Olomouc

## Vanjske poveznice
- Christnet.cz:Reakce V. Nováka na odsouzení faráře Merty (češ.) (Vaclav Novak, 3. listopada 2001.)
- Službene stranice Nadbiskupije Olomouc (češ.)
- Službena stranica (češ.)